# Jürgen Krause (Informationswissenschaftler)
Jürgen Krause (* 21. Februar 1944 in Liebenthal, Provinz Niederschlesien; † 6. März 2016) war ein deutscher Informationswissenschaftler.

## Leben
Nach der Promotion 1975 und der Habilitation 1980 war Krause von Mai 1982 bis April 1995 Professor für Linguistische Informationswissenschaft an der Universität Regensburg. Bis zu seinem Eintritt in den Ruhestand im Jahr 2009 war er wissenschaftlicher Direktor des Informationszentrums Sozialwissenschaften in Bonn (dann Mitglied des Direktoriums der GESIS) und Professor für Informatik an der Universität Koblenz-Landau.

## Schriften (Auswahl)
- Untersuchungen über das Verb „geschehen“. Eine Vorstudie zu den Verben des Geschehens. Tübingen 1977, ISBN 3-484-10273-X.
- Mensch-Maschine-Interaktion in natürlicher Sprache. Evaluierungsstudien zu praxisorientierten Frage-Antwort-Systemen und ihre Methodik. Tübingen 1982, ISBN 3-484-31901-1.
- Standardisierung von der Heterogenität her denken – zum Entwicklungsstand bilateraler Transferkomponenten für digitale Fachbibliotheken. Bonn 2003.
- mit Philipp Mayr: Allgemeiner Bibliothekszugang und Varianten der Suchtypologie – Konsequenzen für die Modellbildung in vascoda: Version 1. Bonn 2006.